# Holy Motors
Holy Motors è un film del 2012 diretto e sceneggiato da Leos Carax e interpretato tra gli altri da Denis Lavant, Édith Scob, Eva Mendes e Kylie Minogue. Il film è stato presentato in concorso all'edizione 2012 del Festival di Cannes.

## Trama
La scena d'apertura vede il regista Leos Carax svegliarsi in una piccola camera, all'uscita si ritrova di fronte ad un pubblico di teatro in silenzio.
La scena quindi si sposta in una villa, al sorgere del sole, dove un uomo, chiamato Monsieur Alex Oscar, lascia moglie e figli per poi raggiungere una limousine e la sua guidatrice, una misteriosa bionda di nome Céline. Appena il viaggio inizia, Oscar telefona ad alcuni colleghi, intrattenendo con loro un dialogo abbastanza ambiguo, nel quale sostiene che lui e gli stessi colleghi siano diventati il "capro espiatorio" di qualcosa. Céline mostra ad Oscar i documenti su cui sono illustrati i suoi "appuntamenti": questi consistono nell'impersonare diversi personaggi in diversi scenari di Parigi, dove sono diretti; la limousine, inoltre, è attrezzata come un camerino per i film e gli spettacoli, con travestimenti, oggetti, armi ecc... da usare in base al determinato ruolo da impersonare. 
Il primo appuntamento consiste nell'impersonare un'anziana senzatetto al Ponte Alessandro III, con un monologo in cui esprime la sua sofferenza ma anche la sua forza che continuerà a tenerla in vita. 
Il secondo appuntamento mostra Alex recarsi in un luogo dove dovrà impersonare uno stuntman con una tuta infrarossi motion capture. Dapprima si esibisce in una serie di acrobazie inscenando un combattimento immaginario in stile Kung Fu, sia a mani nude, che con l'uso di armi, come un bastone e due kama. Successivamente si arma di una mitraglietta e inizia a correre su un tapis roulant sparando con l'arma, ma ha poi alcune vertigini e cade. Nel luogo sopraggiunge una donna anch'essa in tuta infrarossi e i due iniziano a simulare un rapporto sessuale, animando due personaggi dall'aspetto rettile.
Nel mentre che Oscar pranza e si prepara al prossimo appuntamento, chiede a Céline se ci sono appuntamenti che riguardano "la foresta" ottenendo una risposta negativa, con suo dispiacere, in quanto gli mancano le foreste.
Il nuovo appuntamento vede Oscar impersonare Merde, già visto nel film collettivo Tokyo!, un essere disgustoso e violento, vestito di verde, con un bastone da passeggio, e barba incolta, cieco da un occhio, accanito fumatore e che si ciba di rose e banconote e attacca chiunque incontri. Egli nota un servizio fotografico in un cimitero in cui un fotografo americano sta scattando alcune fotografie alla bellissima modella Kay M. Il fotografo nota l'essere, rimane colpito dal suo aspetto e costringe a una delle sue assistenti di chiedergli di posare con la modella. In tutta risposta, Merde strappa a morsi due dita dell'assistente e rapisce Kay M, spaventando tutti i presenti. La porta successivamente dentro i sotterranei del cimitero e intrattiene un rapporto ambiguo e quasi romantico con lei, perfettamente tranquilla nonostante alcuni suoi comportamenti rozzi. L'uomo rimodella il vestito della donna, confezionandole una specie di niqab. Alla fine si denuda e si addormenta, in completa erezione, mentre la modella gli canta una ninna nanna.
Nell'appuntamento successivo, Oscar impersona un padre che va a prendere la figlia adolescente da una festa. Inizialmente la ragazza gli dice di essersi divertita e di aver ballato con alcuni ragazzi, con la felicità del padre, ma appena riceve una telefonata dall'amica viene rivelato il tutto: in realtà era lei ad aver ballato, mentre sua figlia è rimasta chiusa in bagno per paura di non integrarsi, e l'uomo mostra di conseguenza un atteggiamento deluso. 
Nel nuovo appuntamento, Oscar suona una fisarmonica in una chiesa, e man mano viene raggiunto da vari musicisti.
Al prossimo appuntamento, Oscar ricopre il ruolo di un sicario che si reca in un magazzino per uccidere un uomo che gli somiglia, per un qualcosa che il suddetto uomo dice di "non aver fatto intenzionalmente" mentre l'assassino risponde che lui "intenzionalmente non avrebbe dovuto farlo" per poi accoltellarlo al collo. Una volta averlo ucciso, inizia a travestirlo esattamente come lui, ma viene poi raggiunto da una coltellata dalla vittima. Nonostante la ferita mortale, Oscar si rialza e a stento raggiunge Céline e la limousine. Nel mentre che Oscar si spoglia del suo ruolo, nell'auto entra un anziano e misterioso uomo, chiamato "Il direttore", che chiede a Oscar come si trova col suo lavoro, sospettando di trovarlo stanco. Qui effettivamente viene rivelato, seppur in modo ambiguo e non chiarissimo, che Oscar sarebbe un attore e che si trovava molto a suo agio quando c'erano le telecamere, ma ormai hanno cominciato a diventare sempre più piccole fino a diventare impercettibili e quasi inesistenti, e nessuno più li guarda (in riferimento ad altri suoi colleghi che fanno la stessa professione). Il direttore chiede ad Oscar cosa lo spinge ad andare avanti, e questi risponde di continuare per dove egli ha cominciato, ovvero per "la bellezza del gesto", la suddetta bellezza che, secondo il direttore, si trova nell'occhio di chi guarda, ma Oscar interrompe il dialogo chiedendo "e se non ci guarda più nessuno?". 
Nel mentre che viaggiano, Oscar chiede urgentemente a Céline di fermare l'auto, dopodiché di spoglia, indossa una maschera rossa con del filo spinato e si arma di una pistola per andare ad uccidere un uomo in un ristorante che è uguale identico a lui a inizio giornata. Dopo avergli sparato, ne nasce uno scontro a fuoco, e le guardie del corpo lo freddano immediatamente. Céline raggiunge Oscar ferito e si scusa con tutti i presenti dell'incidente.
Nel successivo appuntamento, impersona un uomo anziano morente in un letto con lo stesso cane dell'inizio del film, venendo raggiunto da una ragazza. I due iniziano a parlare delle loro rispettive vite, finché, tra le lacrime, e i gesti di affezione di entrambi, non "muore". Dopo la "morte" del suo personaggio, Oscar si rialza e si saluta con la giovane, dichiarando entrambi di andare ai loro rispettivi appuntamenti. 
Durante il tragitto per l'appuntamento finale, la limousine di Céline si scontra con un'altra. Nel mentre che la donna litiga con il guidatore, Oscar intratteniene un dialogo con una donna che si trova nella vettura. I due parlano dei rispettivi lavori, e la donna gli dice che sta per impersonare la vita di un hostess che sta per suicidarsi gettandosi dall'edificio della Samaritaine, abbandonato, insieme ad un uomo, che la raggiungerà dopo. Mentre i due camminano per raggiungere il tetto, la donna inizia a cantare, e nella canzone parla proprio di lei ed Oscar, e ricordando che una volta "avevano un bambino". Una volta raggiunti il tetto, Oscar e la donna si danno addio e mentre Oscar raggiunge Céline, l'hostess e l'uomo sopraggiunto si gettano dall'edificio. 
Oscar e Céline hanno un ambiguo dialogo, in cui l'uomo dice che devono assolutamente "ridere prima di mezzanotte" e parlando di una "prossima vita", per poi iniziare a ridere istericamente.
L'ultimo appuntamento vede Oscar raggiungere un appartamento, con una chiave datagli da Céline, e raggiunge la sua famiglia composta da due femmine di scimpanzé come moglie e figlia e dopo averle abbracciate, dice loro felicemente che le loro vite stanno per cambiare.
Una volta terminati gli appuntamenti, Céline raggiunge un'officina dove vengono rilasciate le limousine, col nome di "Holy Motors", che dà il titolo al film, dopodiché esce indossando una maschera bianca, insieme ad altri autisti. Una volta che se ne sono andati, il film si chiude con le auto che parlano tra loro, lamentandosi di come stiano diventando obsolete.

## Promozione
Il 4 luglio 2012 è stato diffuso online il trailer internazionale del film.

## Distribuzione
Uscito in patria il 4 luglio 2012, il film è stato presentato a diversi festival internazionali, tra cui il Festival del film Locarno e il New York Film Festival. L'uscita nelle sale italiane, inizialmente prevista per il 30 maggio 2013, è avvenuta il 6 giugno 2013.

## Riconoscimenti
- 2012 - Festival di Cannes
  - Prix de la jeunesse a Leos Carax
  - Nomination Palma d'oro a Leos Carax
- 2013 - Premio César
  - Nomination Miglior film
  - Nomination Miglior regia a Leos Carax
  - Nomination Miglior attore protagonista a Denis Lavant
  - Nomination Miglior attrice non protagonista a Édith Scob
  - Nomination Migliore sceneggiatura originale a Leos Carax
  - Nomination Migliore fotografia a Caroline Champetier
  - Nomination Migliore scenografia a Florian Sanson
  - Nomination Miglior montaggio a Nelly Quettier
  - Nomination Miglior sonoro a Erwan Kerzanet, Josefina Rodríguez e Emmanuel Croset
- 2012 - Indiewire Film Critics' Poll
  - Miglior film a Martine Marignac, Albert Prévost e Maurice Tinchant
  - Migliori dieci film a Martine Marignac, Albert Prévost e Maurice Tinchant
  - Miglior interpretazione protagonista a Denis Lavant
  - Nomination Miglior regia a Leos Carax
  - Nomination Miglior interpretazione non protagonista a Édith Scob
  - Nomination Migliore sceneggiatura a Leos Carax
  - Nomination Miglior cast al cast di Holy Motors
  - Nomination Migliore colonna sonora a Leos Carax e Neil Hannon
- 2012 - Los Angeles Film Critics Association Awards
  - Miglior film straniero a Leos Carax
  - Nomination Miglior attore a Denis Lavant
- 2012 - Premio Louis-Delluc
  - Nomination Miglior film a Leos Carax
- 2012 - Toronto Film Critics Association Awards
  - Miglior attore a Denis Lavant
  - Nomination Miglior film straniero a Leos Carax
  - Nomination Miglior regia a Leos Carax
- 2012 - Catalonian International Film Festival
  - Miglior film a Leos Carax
  - Miglior regia a Leos Carax
  - Premio della critica a Leos Carax
- 2013 - Denver Film Critics Society
  - Nomination Miglior film straniero a Leos Carax
- 2012 - Austin Film Critics Association Awards
  - Miglior film straniero a Leos Carax
- 2013 - London Film Critics Circle Awards
  - Nomination Miglior film straniero a Leos Carax
- 2012 - Dallas-Fort Worth Film Critics Association Awards
  - Nomination Miglior film straniero a Leos Carax
- 2012 - Chicago International Film Festival
  - Miglior film a Leos Carax
  - Miglior attore a Denis Lavant
  - Migliore fotografia a Yves Cape e Caroline Champetier
- 2013 - Prix Lumière
  - Nomination Miglior film a Martine Marignac, Albert Prévost e Maurice Tinchant (pendente)
  - Nomination Miglior regia a Leos Carax (pendente)
  - Nomination Miglior attore a Denis Lavant (pendente)
  - Nomination Migliore sceneggiatura a Leos Carax (pendente)
- 2012 - San Diego Film Critics Society Awards
  - Nomination Miglior film straniero a Leos Carax
- 2012 - New York Film Critics Circle Awards
  - Nomination Miglior film straniero a Leos Carax
  - Nomination Miglior attore a Denis Lavant
- 2013 - Vancouver Film Critics Circle Awards
  - Nomination Miglior film straniero a Leos Carax (pendente)
- 2012 - Boston Society of Film Critics Awards
  - Nomination Miglior film straniero a Leos Carax
  - Nomination Miglior attore a Denis Lavant
- 2012 - Boston Online Film Critics Association Awards
  - Migliori dieci film a Martine Marignac, Albert Prévost e Maurice Tinchant
- 2012 - Chicago Film Critics Association Awards
  - Nomination Miglior film straniero a Leos Carax
  - Nomination Miglior attore a Denis Lavant
- 2013 - Houston Film Critics Society
  - Miglior film straniero a Leos Carax
- 2013 - Online Film Critics Society Awards
  - Nomination Miglior film a Martine Marignac, Albert Prévost e Maurice Tinchant (pendente)
  - Nomination Miglior film straniero a Leos Carax (pendente)
  - Nomination Miglior regia a Leos Carax (pendente)
  - Nomination Miglior attore a Denis Lavant (pendente)
- 2012 - Dublin Film Critics Circle Awards
  - Nomination Miglior regia a Leos Carax
- 2012 - Central Ohio Film Critics Association Awards
  - Nomination Miglior film straniero a Leos Carax
  - Nomination Miglior attore a Denis Lavant
- 2012 - Indiana Film Journalists Association Awards
  - Nomination Miglior film a Martine Marignac, Albert Prévost e Maurice Tinchant
  - Nomination Miglior film straniero a Leos Carax
  - Nomination Premio "Visione Originale" a Leos Carax
- 2012 - Village Voice Film Critics' Poll
  - Migliori dieci film a Martine Marignac, Albert Prévost e Maurice Tinchant
  - Nomination Miglior film a Martine Marignac, Albert Prévost e Maurice Tinchant
  - Nomination Miglior regia a Leos Carax
  - Nomination Miglior attore a Denis Lavant
  - Nomination Miglior attrice non protagonista a Édith Scob